# Alois von Schuschnigg
Alois Schuschnigg, ab 1898 Edler von Schuschnigg, (* 15. Jänner 1833 in Klagenfurt; † 4. Juli 1911 in Salzburg) war ein österreichischer Offizier.

## Leben
Alois Schuschnigg war der Sohn von Urban Schuschnigg (1794–1865). Dieser stammte aus dem Weiler Goritschach/Goriče, damals Pfarre Radsberg, im gemischtsprachigen Gebiet Kärntens (siehe Kärntner Slowenen; slowenische Schreibweise des Namens: „Šušnik“). Urban gelang ein gesellschaftlicher Aufstieg, er wurde Hausbesitzer in Klagenfurt und betrieb dort einen Mehlhandel. Mit seiner Frau Maria (geborene Leonardis) hatte er 12 Kinder.
Alois Schuschnigg wurde mit 16 Jahren Regimentskadett im Infanterieregiment Nr. 38. Als solcher nahm er 1849 an der Belagerung von Venedig unter Feldmarschall Radetzky teil. 1859 ließ er sich zur k.k. Gendarmerie versetzen. Dort wurde er 1893 zum Kommandanten des Landesgendarmeriekommando Nr. 3 (Tirol und Vorarlberg) ernannt. 1898 wurde er aufgrund eines Offiziersprivilegs („Systemmäßiger Adel“) in den erblichen Adelsstand erhoben. 1901 wurde er als Generalmajor pensioniert.
Sein Sohn war der Offizier Artur Schuschnigg (1865–1938), sein Enkel der österreichische Bundeskanzler Kurt Schuschnigg (1897–1977).